# Ectogonia viola
Ectogonia viola là một loài bướm đêm trong họ Noctuidae.